# Падманатх Баруа
Падманатх Ґохайн Баруа (*পদ্মনাথ গোহাঞিবৰুৱা, 24 жовтня 1871 —7 квітня 1946) — індійський ассамський поет, письменник, драматург, журналіст.

## Життєпис
Народився у с. Накарі (область північний Лакхімпур, Ассам). Тут у 1879 році здобув початкову, а у 1884 році середню освіту. У 1890 році поступив до Калькутського університету. Під час навчання стає членом Ассамського товариства з розвитку рідної мови та організації ассамських студентів. У 1890 році разом з Крішнапрасадом Дувара видавав ассамськомовний щомісячник «Біджулі».
Внаслідок своїх націоналістичних переконань не зміг закінчити навчання та отримати ступінь бакалавра. Тому він повертається до рідного міста у 1894 році.
На батьківщини докладав зусилля до розвитку ассамської мови. Разом з Паніндранатхом Гогоєм вида декілька підручників з ассамської мови. після смерті останнього Баруа працює над підручниками з історії, географії, етики.
У 1901 році брав участь у видавництві щотижневика «Ассам Банті», де розміщував статті щодопитання розвитку рідної мови та літератури. У 1906 році став видавати журнал «Уша», який став доволі впливом та популярним в Ассамі.
У 1917 році на 1-й сесії Ассам Сахітья Сабха (Ассамської літературної ради) у Сівасагарі обирається її президентом.

## Творчість
Був майстром роману, драми, комедії, складав також вірші.
Першим його романом став «Бханумоті», який вийшов у 1890 році. Він розглядається як перший роман ассамською мовою. Іншим відомим романом є «Лахорі», написаний у 1892 році.
Його великі твір «Шрі Крішна» є найціннішим внеском до ассамської мови та літератури. У ній поєднано епічну драму, роман та біографію.
Проте найбільший успіх Баруа супроводжував у жанрі драми. Йому належать історичні драми «Джайматі» (1900), «Гададхар» (1907), «Садхану» (1911) і «Лачіт Пхукан» (1915).
Баруа проявив себе і комедіографом, майстром зображення сільського життя в п'єсах-фарсах «Сільський староста» (1890), «Тетон Тамулі» (1908). У першій з них показано діяльність англійської адміністрації, діяльність якої згубно позначається на життєвому укладі і господарстві індійських селян. Комедійно-сатиричний дар драматурга допоміг йому створити атмосферу «сміху крізь сльози». Відмінне знайомство з усіма сторонами сільського життя і селянської психології автор виявив у «Тетон Тамулі», бурлескно-дотепною п'єсі, де показані витівки шахрая Тетона.
У доробку Баруа є збірки віршів, найвідоміші з них — «Джурані» з 22 сонетів, «Ліла», «Фулор Чанекі». Одним з основних сюжетів є пейзаж, опис рідної природи Ассаму.